# Untouchable (Sanctuary – Génrejtek)
Az Untouchable a Sanctuary – Génrejtek című kanadai sci-fi-fantasy televíziós sorozat negyedik évadjának harmadik epizódja.

## Ismertető
Miközben a Menedék csapata lázasan dolgozik egy közelgő ENSZ felülvizsgálat előkészületein, az Animus című epizódban megismert farkasember, Erika toppan be az épületbe és közli Henryvel, hogy apa lesz. Erika terhessége miatt a növekvő hormonok veszélyeztetik a baba életét, ezért Magnus lelassítja a terhességet, a szokásos idő kétszerese alatt fog megszületni Henry és Erika babája.
A meglehetősen kellemetlen Addison a Menedéket hibáztatja a korábbi részek lázadásai illetve a halálesetek miatt, melyeket a még mindig a Föld felszínén kószáló abnormálisok okoznak. Magnus szerint egy telepatikus képességekkel bíró lény, a Crixorum a vezérük, aki az egész világon keresztül is képes kommunikálni velük és irányítani őket. A nyomok Jakartába vezetnek, ám amikor Helen és Will a lény közelébe kerültek, egy másik támadó csapat lépett akcióba, és a katonák egymást lőtték agyon a lény telepatikus utasítására. Addison teljesen át akarta venni az irányítást a Menedék fölött, ezért hogy félrevezessék, Magnus és Will azt állította, a lény meghalt, később pedig azt, hogy visszaküldték őt a Föld felszín alá. Az ügynök előtt eljátszották, hogy Will mellé áll és az ENSZ összekötőjeként Magnusszal szembe kerül, majd Magnus el is zavarta Addisont a Menedékből. Az ügynök azt állította, ezzel minden támogatóját elveszíti a Menedék, azt azonban nem tudta, hogy a céljuk csak annyi volt, hogy Addisont és embereit eltávolíthassák az épületből, mert Magnusnak megvannak a maga forrásai. Azt szintén nem tudta, hogy a Crixorum végig a Menedékben volt, Magnus továbbra is megpróbál rájönni, milyen célból akarta irányítani az abnormálisokat.

## Fogadtatás
A TV by the Numbers adatai szerint a harmadik epizódot közel 1,5 millióan nézték meg, amivel jobb népszerűséget produkált az előző epizódnál.